# La familia Vila
La familia Vila es una película española de drama estrenada en 1950, coescrita y dirigida por Ignacio Iquino y protagonizada en los papeles principales por Pepe Isbert, Juan de Landa, María Francés y Maruchi Fresno.

## Sinopsis
El señor Vila trabaja como contable en la Central Harinera. Es un hombre honrado que nunca hace daño a nadie. Tiene cuatro hijos y está casado con la señora Adela, una mujer con fuertes convicciones familiares. La paz y la armonía reina en la casa hasta que un día, Elvira discute con sus padres y se fuga de casa con un joven llamado Jorge. Por si fuera poco, el señor Vila pierde su trabajo a causa de ser tan honrado.

## Reparto
- Modesto Cid ... El abuelo
- Pepe Isbert ... Sr. Vila
- María Francés ... Adela
- Maruchi Fresno ... Carmen
- Juana Soler ... Elvira
- Jesús Colomer ... Jaime
- Lina Izquierdo ... Nuri
- Fernando Nogueras ... Jorge Alsua
- Silvia de Soto ... Patrona
- María Victoria Durá ... Engracia
- Eugenio Testa ... Don Cosme
- Barta Barri
- Jaime Planas ... Cirujano
- Pedro Sempson ... Gerente de la peletería
- José Solé Borrás ... Mosén Ferré
- Juan de Landa ... Teófilo Torrens